# Castroncelos
Castroncelos (llamada oficialmente Santiago de Castroncelos) es una parroquia y una aldea española del municipio de Puebla del Brollón, en la provincia de Lugo, Galicia.

## Geografía
Limita con las parroquias de Puebla del Brollón y Lamaiglesia por el norte, Cereixa por el oeste, Salcedo por el este, y Brence por el sur.
| Noroeste: Puebla del Brollón | Norte: Lamaiglesia | Noreste: Lamaiglesia |
| Oeste: Cereixa               |                    | Este: Salcedo        |
| Suroeste: Brence             | Sur: Brence        | Sureste: Salcedo     |

## Organización territorial
La parroquia está formada por siete entidades de población, constando cinco de ellas en el nomenclátor del Instituto Nacional de Estadística español:
- Castroncelos
- Empalme (O Empalme)
- Estación (A Estación)
- Martul
- Outeiro
- Piñeiros
- Vilarmao

## Demografía

### Parroquia
| Gráfica de evolución demográfica de Castroncelos (parroquia) entre 2000 y 2020 |
|                                                                                |
| Datos según el nomenclátor publicado por el INE.                               |

### Aldea
| Gráfica de evolución demográfica de Castroncelos (aldea) entre 2000 y 2020 |
|                                                                            |
| Datos según el nomenclátor publicado por el INE.                           |

## Patrimonio
- Iglesia de Santiago, data de época medieval, sufriendo varias reformas posteriores. Cuenta con una torre cuadrada, con muros de pizarra, y cuatro vanos enmarcados por arcos.
- Capilla de Facendas, en Piñeiros.
- Casa do Mesón.

## Festividades
Las fiestas se celebran en honor a Santiago Apóstol, patrón de la parroquia, el día 25 de julio.